# Wahlkreis Moray (House of Commons)
| Moray                       |
| --------------------------- |
| Moray                       |
| Gebildet                    |
| 1983                        |
| Abgeordneter                |
| Douglas Ross (Conservative) |
| Regionen                    |
| Moray                       |

Moray ist ein Wahlkreis für das Britische Unterhaus. Er wurde im Zuge der Wahlkreisreform 1983 aus den aufgelösten Wahlkreisen Moray and Nairn und Banff geschaffen. Seit 2005 deckt der Wahlkreis das gesamte Gebiet der Council Area Moray ab. Der Wahlkreis entsendet einen Abgeordneten.

## Wahlergebnisse

### Unterhauswahlen 1983
| Ergebnisse der Unterhauswahlen 1983 | Ergebnisse der Unterhauswahlen 1983 | Ergebnisse der Unterhauswahlen 1983 | Ergebnisse der Unterhauswahlen 1983 |
| Partei                              | Kandidat                            | Stimmen                             | %                                   |
| ----------------------------------- | ----------------------------------- | ----------------------------------- | ----------------------------------- |
| Conservative                        | Alexander Pollock                   | 16.944                              | 39,2                                |
| SNP                                 | Hamish Watt                         | 15.231                              | 35,2                                |
| Liberal                             | M.R. Burnett                        | 7901                                | 18,3                                |
| Labour                              | Jim Kiddie                          | 3139                                | 7,3                                 |

### Unterhauswahlen 1987
| Ergebnisse der Unterhauswahlen 1987 | Ergebnisse der Unterhauswahlen 1987 | Ergebnisse der Unterhauswahlen 1987 | Ergebnisse der Unterhauswahlen 1987 | Ergebnisse der Unterhauswahlen 1987 |
| Partei                              | Kandidat                            | Stimmen                             | %                                   | ±                                   |
| ----------------------------------- | ----------------------------------- | ----------------------------------- | ----------------------------------- | ----------------------------------- |
| SNP                                 | Margaret Ewing                      | 19.510                              | 43,2                                | +8,0                                |
| Conservative                        | Alexander Pollock                   | 15.825                              | 35,0                                | −4,2                                |
| Labour                              | Conal Robertson Smith               | 5118                                | 11,3                                | +4,0                                |
| Liberal                             | Danus George M. Skene               | 4724                                | 10,5                                | −7,8                                |

### Unterhauswahlen 1992
| Ergebnisse der Unterhauswahlen 1992 | Ergebnisse der Unterhauswahlen 1992 | Ergebnisse der Unterhauswahlen 1992 | Ergebnisse der Unterhauswahlen 1992 | Ergebnisse der Unterhauswahlen 1992 |
| Partei                              | Kandidat                            | Stimmen                             | %                                   | ±                                   |
| ----------------------------------- | ----------------------------------- | ----------------------------------- | ----------------------------------- | ----------------------------------- |
| SNP                                 | Margaret Ewing                      | 20.299                              | 44,3                                | +1,1                                |
| Conservative                        | Roma L. Hossack                     | 17.455                              | 38,1                                | +3,1                                |
| Labour                              | Conal Robertson Smith               | 5448                                | 11,9                                | +0,6                                |
| Liberal Democrats                   | Brinsley Sheridan                   | 2634                                | 5,8                                 | −4,7                                |

### Unterhauswahlen 1997
| Ergebnisse der Unterhauswahlen 1997 | Ergebnisse der Unterhauswahlen 1997 | Ergebnisse der Unterhauswahlen 1997 | Ergebnisse der Unterhauswahlen 1997 | Ergebnisse der Unterhauswahlen 1997 |
| Partei                              | Kandidat                            | Stimmen                             | %                                   | ±                                   |
| ----------------------------------- | ----------------------------------- | ----------------------------------- | ----------------------------------- | ----------------------------------- |
| SNP                                 | Margaret Ewing                      | 16.529                              | 41,6                                | −2,7                                |
| Conservative                        | Andrew J. Findlay                   | 10.963                              | 27,6                                | −10,5                               |
| Labour                              | Lewis Macdonald                     | 7886                                | 19,8                                | +7,9                                |
| Liberal Democrats                   | Debra M. Storr                      | 3548                                | 8,9                                 | +3,1                                |
| Referendum Party                    | Paddy Mieklejohn                    | 840                                 | 2,1                                 | +2,1                                |

### Unterhauswahlen 2001
| Ergebnisse der Unterhauswahlen 2001 | Ergebnisse der Unterhauswahlen 2001 | Ergebnisse der Unterhauswahlen 2001 | Ergebnisse der Unterhauswahlen 2001 | Ergebnisse der Unterhauswahlen 2001 |
| Partei                              | Kandidat                            | Stimmen                             | %                                   | ±                                   |
| ----------------------------------- | ----------------------------------- | ----------------------------------- | ----------------------------------- | ----------------------------------- |
| SNP                                 | Angus Robertson                     | 10.076                              | 30,3                                | −11,3                               |
| Labour                              | Catriona M. Munro                   | 8332                                | 25,1                                | +5,3                                |
| Conservative                        | Frank Spencer-Nairn                 | 7677                                | 23,1                                | −4,5                                |
| Liberal Democrats                   | Linda J. Gorn                       | 5224                                | 15,7                                | +6,8                                |
| Socialist                           | Norma C. Anderson                   | 821                                 | 2,5                                 | +2,5                                |
| Parteilos                           | Bill Jappy                          | 802                                 | 2,4                                 | +2,4                                |
| UKIP                                | Nigel Kenyon                        | 291                                 | 0,9                                 | +0,9                                |

### Unterhauswahlen 2005
| Ergebnisse der Unterhauswahlen 2005 | Ergebnisse der Unterhauswahlen 2005 | Ergebnisse der Unterhauswahlen 2005 | Ergebnisse der Unterhauswahlen 2005 | Ergebnisse der Unterhauswahlen 2005 |
| Partei                              | Kandidat                            | Stimmen                             | %                                   | ±                                   |
| ----------------------------------- | ----------------------------------- | ----------------------------------- | ----------------------------------- | ----------------------------------- |
| SNP                                 | Angus Robertson                     | 14.196                              | 36,6                                | +6,3                                |
| Conservative                        | Jamie Halcro-Johnston               | 8520                                | 22,0                                | −1,1                                |
| Labour                              | Kevin Hutchens                      | 7919                                | 20,4                                | −4,7                                |
| Liberal Democrats                   | Linda Gorn                          | 7460                                | 19,2                                | +3,5                                |
| Socialist                           | Norma Anderson                      | 698                                 | 1,8                                 | −0,7                                |

### Unterhauswahlen 2010
| Ergebnisse der Unterhauswahlen 2010 | Ergebnisse der Unterhauswahlen 2010 | Ergebnisse der Unterhauswahlen 2010 | Ergebnisse der Unterhauswahlen 2010 | Ergebnisse der Unterhauswahlen 2010 |
| Partei                              | Kandidat                            | Stimmen                             | %                                   | ±                                   |
| ----------------------------------- | ----------------------------------- | ----------------------------------- | ----------------------------------- | ----------------------------------- |
| SNP                                 | Angus Robertson                     | 16.273                              | 39,7                                | +3,1                                |
| Conservative                        | Douglas Ross                        | 10.683                              | 26,1                                | +4,1                                |
| Labour                              | Kieron Green                        | 7007                                | 17,1                                | −3,3                                |
| Liberal Democrats                   | James Paterson                      | 5956                                | 14,5                                | −4,7                                |
| UKIP                                | Donald Gatt                         | 1085                                | 2,7                                 | +2,7                                |

### Unterhauswahlen 2015
| Ergebnisse der Unterhauswahlen 2015 | Ergebnisse der Unterhauswahlen 2015 | Ergebnisse der Unterhauswahlen 2015 | Ergebnisse der Unterhauswahlen 2015 | Ergebnisse der Unterhauswahlen 2015 |
| Partei                              | Kandidat                            | Stimmen                             | %                                   | ±                                   |
| ----------------------------------- | ----------------------------------- | ----------------------------------- | ----------------------------------- | ----------------------------------- |
| SNP                                 | Angus Robertson                     | 24.384                              | 49,5                                | +9,8                                |
| Conservative                        | Douglas Ross                        | 15.319                              | 31,1                                | +5,0                                |
| Labour                              | Sean Morton                         | 4898                                | 9,9                                 | −7,2                                |
| UKIP                                | Robert Scorer                       | 1939                                | 3,9                                 | +1,2                                |
| Liberal Democrats                   | Jamie Paterson                      | 1395                                | 2,8                                 | −11,7                               |
| Green                               | James MacKessack-Leitch             | 1345                                | 2,7                                 | +2,7                                |

### Unterhauswahlen 2017
| Ergebnisse der Unterhauswahlen 2017 | Ergebnisse der Unterhauswahlen 2017 | Ergebnisse der Unterhauswahlen 2017 | Ergebnisse der Unterhauswahlen 2017 | Ergebnisse der Unterhauswahlen 2017 |
| Partei                              | Kandidat                            | Stimmen                             | %                                   | ±                                   |
| ----------------------------------- | ----------------------------------- | ----------------------------------- | ----------------------------------- | ----------------------------------- |
| Conservative                        | Douglas Ross                        | 22.637                              | 47,5                                | +16,5                               |
| SNP                                 | Angus Robertson                     | 18.478                              | 38,8                                | −10,7                               |
| Labour                              | Jo Kirby                            | 5208                                | 10,9                                | +1,0                                |
| Liberal Democrats                   | Alex Linklater                      | 1078                                | 2,3                                 | −0,5                                |
| Parteilos                           | Anne Glen                           | 204                                 | 0,4                                 | +0,4                                |

### Unterhauswahlen 2019
| Ergebnisse der Unterhauswahlen 2019 | Ergebnisse der Unterhauswahlen 2019 | Ergebnisse der Unterhauswahlen 2019 | Ergebnisse der Unterhauswahlen 2019 | Ergebnisse der Unterhauswahlen 2019 |
| Partei                              | Kandidat                            | Stimmen                             | %                                   | ±                                   |
| ----------------------------------- | ----------------------------------- | ----------------------------------- | ----------------------------------- | ----------------------------------- |
| Conservative                        | Douglas Ross                        | 22.112                              | 45,3                                | −2,2                                |
| SNP                                 | Laura Mitchell                      | 21.599                              | 44,2                                | +5,4                                |
| Labour                              | Jo Kirby                            | 2432                                | 5,0                                 | −5,9                                |
| Liberal Democrats                   | Fiona Campbell-Trevor               | 2269                                | 4,6                                 | +2,3                                |
| UKIP                                | Rob Scorer                          | 413                                 | 2,8                                 | +2,8                                |